# 아리스토메네스

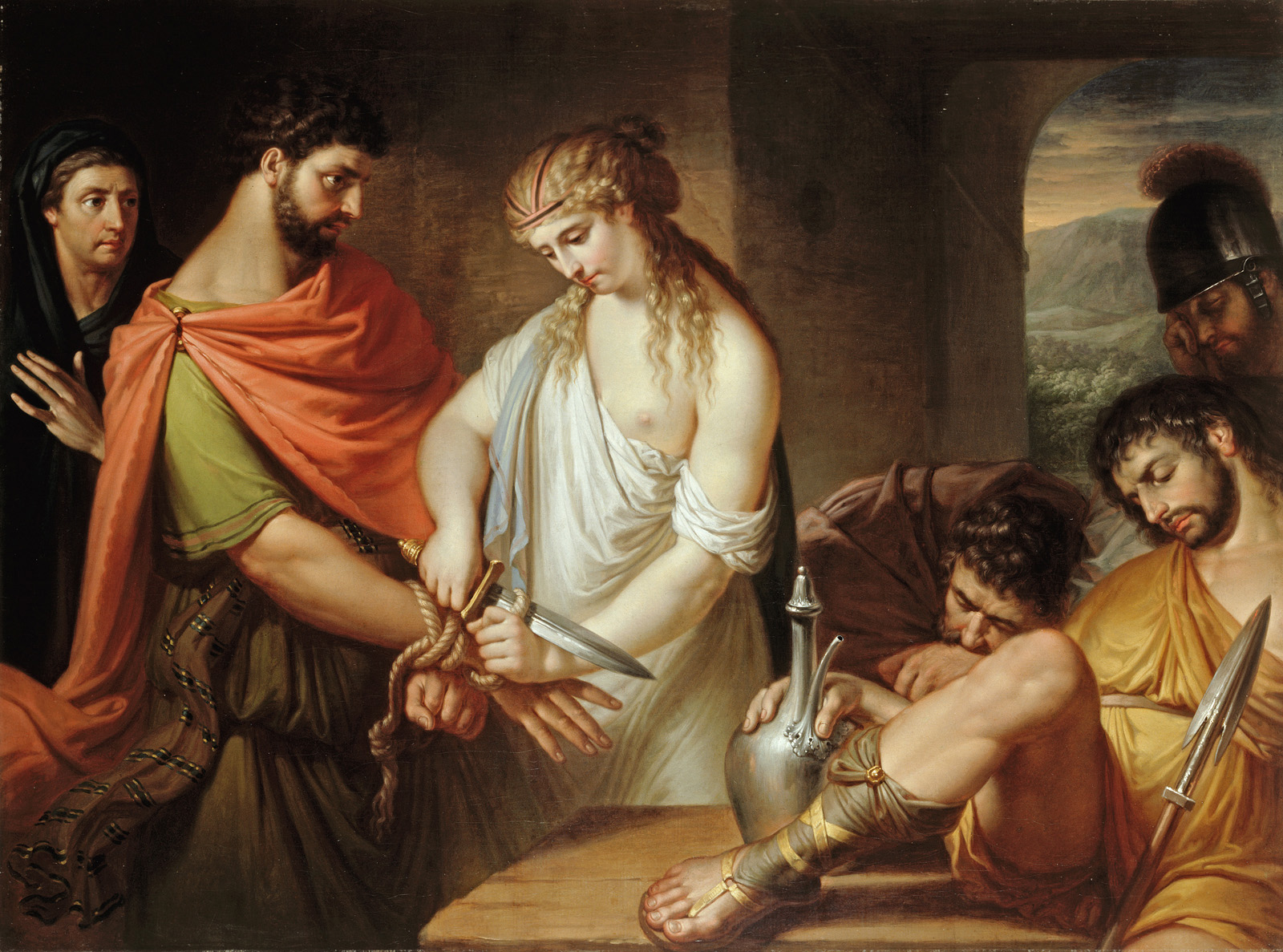
아리스토메네스를 구하는 소녀 프란츠 카우치흐 그림

아리스토메네스(고대 그리스어: Ἀριστομένης, 라틴어: Aristomenes, 기원전 7세기)는 제2차 메세니아 전쟁에서 스파르타에 대항하여 활약한 메세니아 지도자이다.

## 제1차 메세니아 전쟁
기원전 724년에 끝난 제1차 메세니아 전쟁에서 메세니아는 스파르타에 패배했다. 메세니아 인은 노예 신분인 헤일로타이로 강등되었으며, 스파르타 인의 가혹한 지배를 받았다. 메세니아 인은 미래와 처우 개선을 꿈꿀 수 없었고, 그대로 있는 것보다는 싸우다 죽거나, 펠로폰네소스에서 완전히 떠나는 것이 좋다고 생각했기 때문에 반란의 기운이 고조되었다. 메세니아 인은 군비를 정돈하고, 사전에 아르고스와 아카디아를 동맹국으로 끌어들이는 등 준비를 마치고 기원전 685년에 궐기했다.
반란이 일어난 해에 최초의 대회전인 데레스 전투가 벌어졌다. 이 전투는 무승부로 끝났지만, 이 전쟁에서 활약한 왕가의 후예 아리스토메네스는 왕으로 추대되었다. 그러나 그는 왕위를 거절하고, 전권을 가진 장군이 되었다. 이후 전쟁의 두 번째 전투인 저총전투가 벌어졌다. 이 전투에서 아리스토메네스는 스파르타의 왕 아낙산드로스가 이끄는 친위대를 물리치고 승리했다. 이어 라코니아의 파라이 (또는 패리스)시에서 가축을 빼앗았고, 돌아오는 길에 기습을 가한 아낙산드로스를 다시 이겼다.
기원전 682년, 대수로 전투가 일어났다. 메세니아 측에 동맹군으로 아리스토크라테스 2세가 이끄는 아카디아 군이 있었지만, 그는 스파르타 측에 매수되어 있었기 때문에, 막상 전투가 시작되자 군대를 물렸다. 이 때문에 고립된 메세니아 군은 속수무책으로 적에게 포위되었고, 아리스토메네스는 분전을 했지만, 많은 메세니아 병력이 손실을 입었다. 큰 패배 이후 아리스토메네스는 내륙 지역을 포기하고, 주민들을 에이라 산으로 피난시켰다. 스파르타는 이곳을 포위했지만, 메세니아 측은 11년 동안 에이라 산을 지켰다. 그동안 아리스토메네스는 게릴라전을 전개하였고, 이제 적지된 영토를 약탈하고 다녔다.
아뮤크라이에서 돌아오는 길에 아리스토메네스는 스파르타 두 왕이 이끄는 군대와 조우하여 전투를 벌였다. 아리스토메네스는 붙잡혔다가 붙잡힌 다른 병사와 함께 케아다스 계곡으로 숨어들었다. 그렇게 혼자 살아남은 아리스토메네스는 시체를 약탈하러 온 여우를 뒤를 밟아 출구를 발견하고 케아다스 계곡을 탈출했다. 그리고 그는 무사히 아이라 산으로 돌아왔다.
포위된 지 11년째 아이라는 폭우를 틈탄 스파르타 군의 야습을 받았다. 메세니아 군은 둘째 날까지는 견뎠지만, 사흘 만에 아이라 산에서 퇴각했다. 이 퇴각 전투에서 지휘를 아들에게 맡기고 아리스토메네스는 선두에 나섰다. 스파르타 군은 필사적으로 싸우기 보다는, 적을 놓아주는 것을 선택하여 메세니아 인들은 적진을 통과 할 수 있었다. 이후 메세니아 인은 아카디아의 아리스토크라테스에게 달아났다. 아리스토메네스는 그곳에서 목숨을 아끼지 않는 결사대 500명을 선발하여 스파르타의 도시를 직접 공격하려고 생각했다. 아카디아 인 300명이 거기에 참가하려고 했지만, 점괘가 좋지 않았기 때문에 취소했다. 다음날 아리스토크라테스가 몰래 스파르타에게 아리스토메네스의 계획을 알리는 편지를 보낸 것과 대수로 전투에서 퇴각한 사실이 드러나 아리스토크라테스는 아카디아 인에 의해 돌에 맞아 죽었다.

## 그후
피로스와 모토네 등 메세니아 연안의 주민들은 아리스토메네스에게 새로운 거처를 찾기 위한 식민단의 지도자가 되도록 부탁했다. 그러나 여전히 스파르타와 싸울 생각이었던 아리스토메네스는 자신 대신에 두 아들, 고르고스와 만티크로스를 지도자로 보냈다.
로도스의 이아류소스 왕 다마게토스는 그리스 한 훌륭한 사람의 딸을 며느리로 받도록 하라는 신탁을 받고 아리스토메네스의 셋째 딸을 아내로 삼았다. 아리스토메네스는 딸과 함께 로도스에 갔는데, 그곳에서 병사했다. 다마게토스와 로도스의 주민들은 아리스토메네스를 위해 훌륭한 무덤을 만들고 그를 모셨다.